# Gjerdrum
Gjerdrum es un municipio de la provincia de Akershus en la región de Østlandet, Noruega. A 1 de enero de 2018 tenía una población estimada de 6704 habitantes.

## Historia
Gjerdrum se convirtió en el distrito de la presidencia el 1 de enero de 1838. Tiene, como parroquia, un nombre de Gamle Gjerdrum gård (noruego: Gerðarvin), donde la primera parte es un genitivo del nombre del río Gerð que a su vez proviene de garðr y significa frontera o división, y la última parte vin significa llano. o eng. El nombre debe significar el río fronterizo, el río de la cerca o el río que separa las propiedades o los campos.
El escudo municipal muestra un guardaesquíes estilizado.
La iglesia Gjerdrum es una iglesia de cruz de madera de 1686.

### Deslizamiento de tierra Gjerdrum de 2020

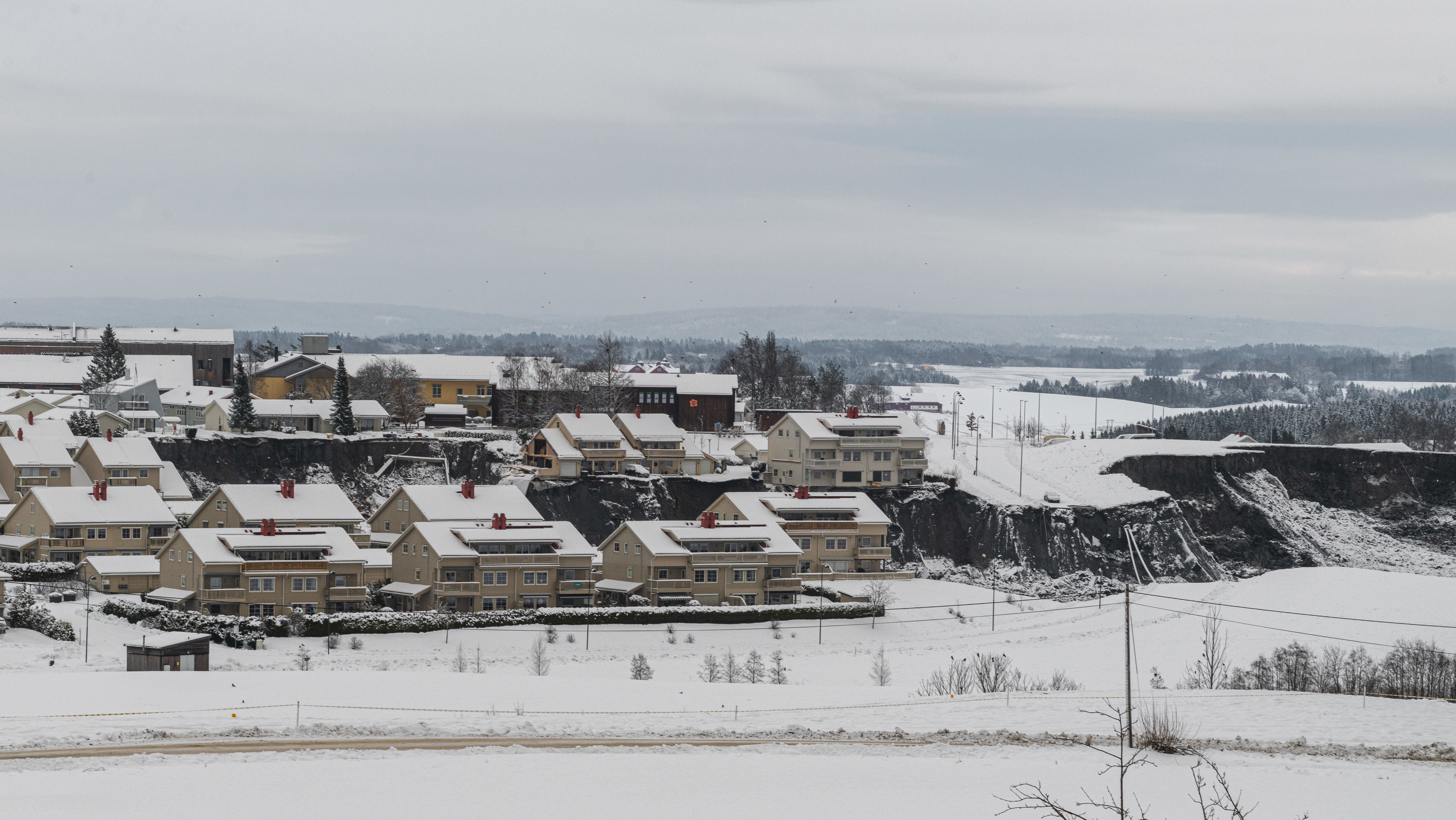
Nystulia en la cima del deslizamiento de tierra.

El 30 de diciembre de 2020 se produjo un rápido deslizamiento de tierra de arcilla en el pueblo de Ask dentro del municipio de Gjerdum. Al menos 7 personas murieron. El deslizamiento midió 700×300 metros, hirió a 10 personas (incluida una de gravedad), dejó 10 desaparecidos y provocó la evacuación de 1000 de la aldea, y varias casas quedaron destruidas en el deslizamiento. El jefe de la policía local anunció que había sido designado desastre.

## Geografía
Gjerdrum se encuentra ubicado al sureste del país, a poca distancia al norte de Oslo, al oeste de la frontera con Suecia, y junto al lago Mjøsa y el río Glomma.